# 베네트섬

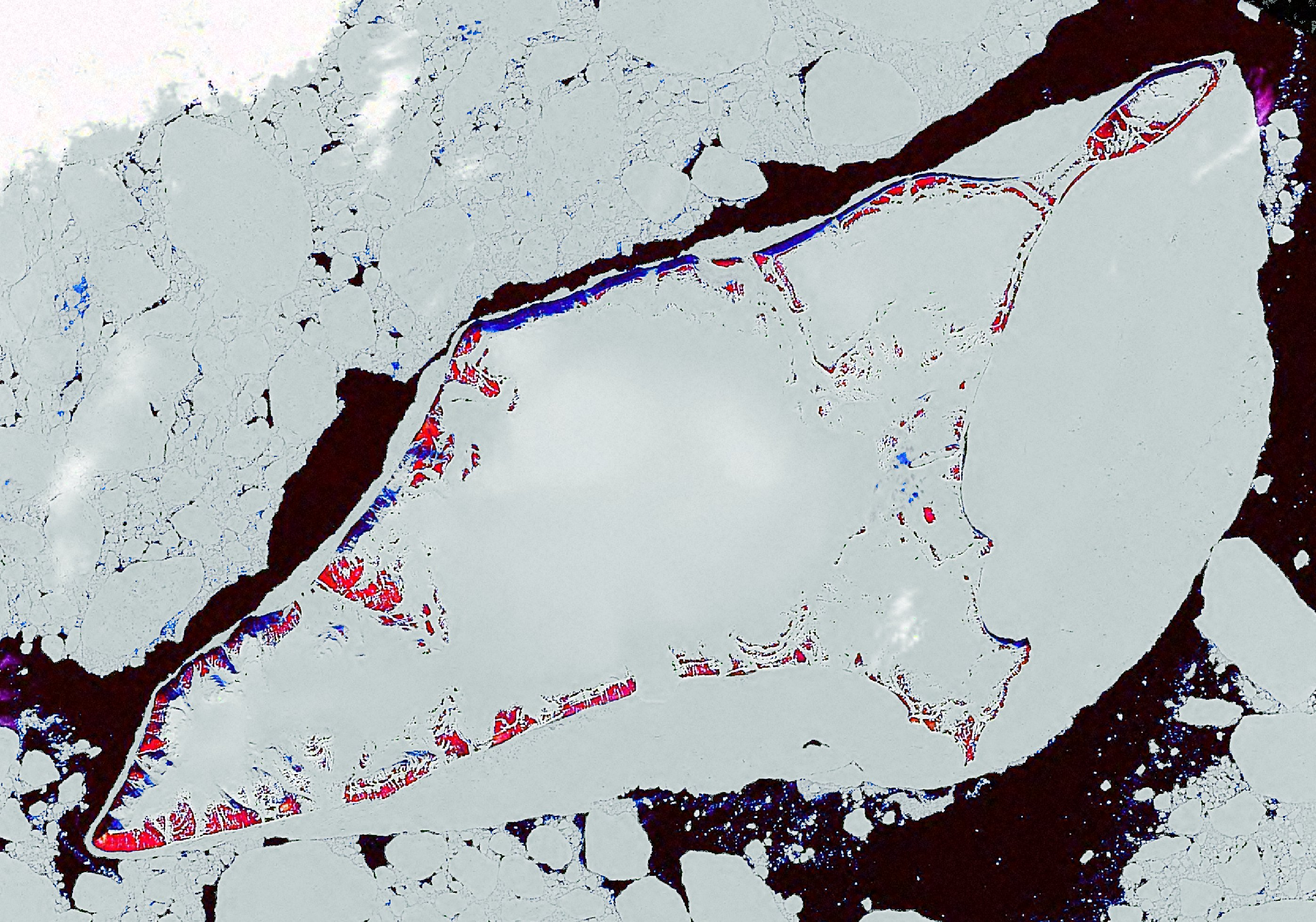

베네트섬(러시아어: Остров Беннетта)은 동시베리아해 데롱 제도 북쪽에 있는 섬이다. 사하 공화국에 속해 있고 면적은 150 sq km이다. 최고봉은 426m이고 빙하에 덮여 있다.

## 역사
베네트 섬은 1881년, 미국의 탐험가 조지.W.데롱에게 발견되었고 신문사 뉴욕 헤럴드를 창립한 제임스 고든 베넷 시니어의 아들인 제임스 고든 베넷 주니어의 이름에서 유래되었다.